# سوپر جام اروپا ۲۰۱۴
سوپر جام اروپا ۲۰۱۴ ۳۹مین مسابقه سوپر جام اروپاست که بین قهرمان لیگ قهرمانان اروپا ۱۴–۲۰۱۳ و قهرمان لیگ اروپا ۱۴–۲۰۱۳ برگزار شد. این بازی در ورزشگاه کاردیف سیتی شهر کاردیف ولز برگزار شد و در آن رئال مادرید دو بر صفر سِویا را شکست داد.

## ورزشگاه
این ورزشگاه در سال ۲۰۰۹ افتتاح شد و ورزشگاه خانگی باشگاه فوتبال کاردیف سیتی است.